# Следнєво (Сафоновський район)
Следнєво (рос. Следнево) — присілок Сафоновського району Смоленської області Росії. Входить до складу Вишегорського сільського поселення.
Населення — 4 особи (2007 рік).

## Персоналії
- Тухачевський Михайло Миколайович (1893—1937) — радянський військовий діяч, Маршал Радянського Союзу.